# Walisische Badmintonmeisterschaft 2019
Die Walisische Badmintonmeisterschaft 2019 fand vom 2. bis zum 3. Februar 2019 in Cardiff statt.

## Medaillengewinner
| Disziplin    | Gold                                | Silber                    | Bronze                           |
| ------------ | ----------------------------------- | ------------------------- | -------------------------------- |
| Herreneinzel | Daniel Font                         | Tsung Fong Mo             | William Kitching                 |
| Herreneinzel | Daniel Font                         | Tsung Fong Mo             | Adam Ian Stewart                 |
| Dameneinzel  | Jordan Hart                         | Lowri Hart                | Jasmine Owen                     |
| Dameneinzel  | Jordan Hart                         | Lowri Hart                | Saffron Morris                   |
| Herrendoppel | Daniel Font Oliver Gwilt            | Scott Oates Nic Strange   | Joe Sion Cottrill Matthew Sprake |
| Herrendoppel | Daniel Font Oliver Gwilt            | Scott Oates Nic Strange   | William Kitching Andrew Oates    |
| Damendoppel  | Carissa Turner Aimie Sarah Whiteman | Jordan Hart Lowri Hart    | Carys Jones Jasmine Owen         |
| Damendoppel  | Carissa Turner Aimie Sarah Whiteman | Jordan Hart Lowri Hart    | Saffron Morris Sarah Platt       |
| Mixed        | William Kitching Carissa Turner     | Matthew Sprake Sammy Hutt | Alex Ewins Sarah Platt           |
| Mixed        | William Kitching Carissa Turner     | Matthew Sprake Sammy Hutt | Scott Oates Aimie Sarah Whiteman |